# Hephialtes
Hephialtes is een kevergeslacht uit de familie van de boktorren (Cerambycidae). De wetenschappelijke naam van het geslacht werd voor het eerst geldig gepubliceerd in 1864 door Thomson.

## Soorten
Hephialtes omvat de volgende soorten:
- Hephialtes mourei Santos-Silva, 2004
- Hephialtes ruber (Thunberg, 1822)